# Inger Stevens
Inger Stevens, ursprungligen Stensland, född 18 oktober 1934 i Stockholm, död 30 april 1970 i Hollywood, Los Angeles, Kalifornien, var en svensk-amerikansk skådespelare. 

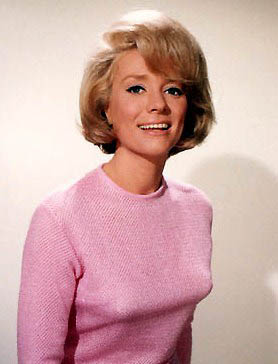
Publicitetsfoto från Guide för gifta män 1967.

## Biografi
När Stevens var tretton år emigrerade hon tillsammans med sin bror Ola från Sverige till USA, dit hennes far emigrerat flera år tidigare. Stevens och hennes bror hade sedan dess bott tillsammans med deras barnskötare, efter att deras mor övergett familjen för en annan man. Hon var äldst av tre syskon och var mycket blyg och känslig som liten. Efter att ha sett sin far spela i diverse amatörteateruppsättningar drogs hon till yrket. Fadern gifte om sig i USA, men familjeförhållandena var allt annat än bra, vilket resulterade i att Stevens rymde hemifrån. 
Så småningom flyttade hon till New York, där hon arbetade som fotomodell under en kort tid. Hon fick sitt genombrott när hon medverkade i tv-reklam och gästade ett antal tv-serier. Filmdebuten skedde i Skilda vägar (1957), mot Bing Crosby, när Stevens var 22 år. 
Genom hela sin karriär hade hon för vana att inleda kärleksaffärer med sina motspelare, som till exempel Dean Martin, Burt Reynolds och Bing Crosby. Detta ledde till ständiga depressioner och förtvivlan. I april 1970 skrev Inger Stevens på ett kontrakt för att medverka i tv-serien The Most Deadly Game, men den blev aldrig av. En vecka senare hittades hon medvetslös i sitt kök. Hon kördes med ilfart till sjukhus men dog på vägen dit.

### Privatliv
Stevens första äktenskap var med  hennes agent, Anthony Soglio (9 juli 1955–18 augusti 1958). Hon var omgift med Ike Jones (18 november 1961–30 april 1970), men äktenskapet hölls hemligt och blev inte känt förrän efter Stevens död.

### Död
På morgonen den 30 april 1970 fann Stevens rumskamrat Lola McNally Stevens på köksgolvet i hennes hem. Enligt McNally öppnade Stevens ögonen när hon sa Stevens namn, lyfte på huvudet och försökte tala men kunde inte få fram ett ljud. McNally berättade för polisen att hon hade talat med Stevens föregående natt utan tecken på att något var fel. 
Stevens avled i ambulansen på väg till sjukhuset. Vid ankomsten tog en sjukvårdare bort ett plåster från hennes haka där en liten mängd vad det verkade färskt blod dolde sig. Inger Stevens dog av akut barbituratförgiftning. Hon blev 35 år.

## Filmografi

### Filmer
| År   | Film                   | Roll              | Regissör          |
| ---- | ---------------------- | ----------------- | ----------------- |
| 1957 | Skilda vägar           | Nina Wylie        | Ranald MacDougall |
| 1958 | Det gäller livet       | Joan Molner       | Andrew L. Stone   |
| 1958 | Kaparnas konung        | Annette Claiborne | Anthony Quinn     |
| 1959 | De sista människorna   | Sarah Crandall    | Ranald MacDougall |
| 1964 | Där livet står på spel | Nancy Terman      | John Rich         |
| 1967 | Gangstersyndikatet     | Eve Harrison      | David Lowell Rich |
| 1967 | Guide för gifta män    | Ruth Manning      | Gene Kelly        |
| 1967 | Han red för att hämnas | Emily Biddle      | Phil Karlson      |
| 1968 | Duellen i Firecreek    | Evelyn Pittman    | Vincent McEveety  |
| 1968 | Brottsplats Manhattan  | Julia Madigan     | Don Siegel        |
| 1968 | Den siste av de sju    | Lily Langford     | Henry Hathaway    |
| 1968 | Häng dom högt          | Rachel Warren     | Ted Post          |
| 1968 | Blodig sammansvärjning | Anne de Villemont | John Guillermin   |
| 1969 | Matsoukas – chansaren  | Anna              | Daniel Mann       |
| 1970 | The Mask of Sheba      | Sarah Kramer      | David Lowell Rich |
| 1970 | Run Simon Run          | Carroll Rennard   | George McCowan    |

### TV-serier
| År   | TV-serie                     | Roll                      |
| ---- | ---------------------------- | ------------------------- |
| 1957 | Alfred Hitchcock presenterar | Gästroll                  |
| 1959 | Bröderna Cartwright          | Gästroll                  |
| 1960 | The Twilight Zone            | Gästroll                  |
| 1963 | Farmarflickan                | Katy Holstrum (huvudroll) |

## Nomineringar och priser
| År   | Resultat  | Pris               | Kategori                                          | Produktion          |
| ---- | --------- | ------------------ | ------------------------------------------------- | ------------------- |
| 1958 | Nominerad | Laurel Awards      | Bästa nya kvinnliga personlighet                  | —                   |
| 1968 | Nominerad | Laurel Awards      | Bästa kvinnliga biroll/huvudroll i en komedi      | Guide för gifta män |
| 1964 | Vann      | Golden Globe Award | Bästa kvinnliga huvudroll i en TV-serie           | Farmarflickan       |
| 1964 | Vann      | Tv Guide Award     | Bästa kvinnliga huvudroll                         | Farmarflickan       |
| 1962 | Nominerad | Emmy Award         | Bästa kvinnliga huvudroll                         | Dick Powell Show    |
| 1964 | Nominerad | Emmy Award         | Bästa fortsatta kvinnliga huvudroll i en TV-serie | Farmarflickan       |